# Calle Delancey (Manhattan)
La Calle Delancey (en inglés: Delancey Street) es una de las principales calles del Lower East Side de Manhattan, en Nueva York. Recorre desde su extremo occidental en el Bowery hacia la autopista Roosvelt en el este y conectando con el Puente de Williamsburg y Brooklyn (calle Clinton). La calle es de doble sentido y tiene ocho carriles separados al medio por una berma central. Al oeste del Bowery, se convierte en la calle Kenmare (en inglés: Kenmare Street) que es una calle de doble sentido con cuatro carriles y que continúa su recorrido hasta Lafayette Street.
La calle, que toma el nombre de James DeLancey que tenía una granja en el barrio, está rodeado de numerosos comercios desde ultramarinos de calidad (los delicatessen) a los bares, pasando por diversas tiendas. La calle también es célebre por sus tiendas de ropa de precios económicos. Entre los lugares más célebres de Delancey Street, se encuentran la Bowery Ballroom ("sala de baile de Bowery"), sala de espectáculos construida en 1929, el restaurante kosher Ratner's, ahora cerrado, o también el Essex Street Market (uno de los numerosos mercados al detalle que fueron construidos en los años 1930s por iniciativa del alcalde de la época, Fiorello LaGuardia, para evitar que demasiados vehículos circulasen por las calles estrechas del barrio). Entonces a medida que el Lower East Side fue siendo un barrio con mayor prestigio, se fueron instalando progresivamente comercios y salas de espectáculos. De la misma manera que Grand Street, Delancey Street es una de las principales calles de comercios judíos del Lower East Side, aunque a día de hoy, la calle haya acogido jóvenes activos, esencialmente de las clases populares, con predominio de los afroamericanos, de puertorriqueños, dominicanos y chinos. La gentrificación ha traído establecimientos de comercio y entrentenimiento nocturno de mayor nivel.[cita requerida]
La calle está bien conectada por el metro, ya que las rutas F, J, M i Z circulan, a partir de la estación Delancey Street-Essex Street. En la calle también hay numerosas paradas de autobús. La estación de tranvías del puente de Williamsburg debajo de las calles Delancey y Essex fue una estación y una vuelta de vagones que cruzaban el puente de Williamsburg desde Brooklyn. La Lowline, parque público subterráneo en el que la luz natural sería dirigida utilizando fibra óptica para crear un escenario en el que árboles y césped puedan crecer en ambientes cerrados fue propuesta en el 2011.
Debido al ancho de esta vía y al alto número de accidentes en su recorrido, se construyeron medidas de seguridad entre los años 2000 y 20102. Esto incluyó plazas peatonales, prohibición para los autos de voltear a la izquierda y semáforos peatonales.

## Kenmare Street
La calle Kenmare (en inglés: Kenmare Street) se extiende al oeste por un total de cinco cuadras entre el Bowery y la calle Lafayette. Es una vía principal para el tráfico que va al oeste hacia el Túnel Holland. La calla fue abierta en 1911 por Tim Sullivan, el hijo de los inmigrantes Daniel O’Sullivan y Catherine Connelly, que llegaron desde Kenmare, Condado de Kerry, Irlanda.